# Oskar Clemens
Oskar Clemens (* 7. August 1873 in Germersheim; † 13. Juli 1957 in Freiburg im Breisgau) war ein deutscher Verwaltungsjurist und Bezirksoberamtmann.

## Leben
Nach dem Abitur am humanistischen Gymnasium in Landau an der Isar absolvierte Oskar Clemens ein Studium der Rechtswissenschaften an der Julius-Maximilians-Universität Würzburg (Mitglied im Corps Rhenania Würzburg), der Humboldt-Universität zu Berlin und der Friedrich-Alexander-Universität Erlangen-Nürnberg. Er war Akzessist beim Amts- und Landgericht Landau/Pfalz, beim Bezirksamt Landau/Pfalz sowie in einer Anwaltskanzlei. Nach dem Großen juristischen Staatsexamen im Jahre 1899 wurde er Bezirksamtsassessor in Vilshofen und Bergzabern. Vom 1. Juni 1916 an war er bis zu seinem Weggang zum 1. März 1920 als Bezirksamtmann in Kusel Bezirksamtsvorstand mit der Amtsbezeichnung Bezirksamtmann in Teuschnitz. Durch die französische Besatzungsmacht vorübergehend ausgewiesen, wurden ihm zum 1. April 1923 Titel und Rang eines Oberregierungsrats verliehen. Bevor Clemens am 1. Dezember 1924 das Amt des Bezirksamtsvorstands mit der Amtsbezeichnung Bezirksoberamtmann in Landau an der Isar übernahm, war er vorübergehend bei der Bayerischen Versicherungskammer beschäftigt. Am 13. März 1933 wurde er durch den SA-Sonderbeauftragten Fritz Schwitzgebel beurlaubt. Vom 1. Juni 1933 bis zu seinem Eintritt in den vorzeitigen Ruhestand zum 16. Juni 1934 war er Bezirksoberamtmann in Gunzenhausen.
In den Jahren von 1925 bis 1933 war Clemens Vorsitzender des pfälzischen Zuchtverbands für Fleckvieh.